# Grga Andrin
Grgo Andrin (1855. – 1905.) je bio hrvatski pjesnik iz bačkog sela Santova u Mađarskoj. Sačuvano je malo njegovih djela: pripovijetka, crtica, prigodna pjesma i privatno pismo.
Djela je nastojao pisati na književnom hrvatskom jeziku, ali ima i djela pisanih na matičnom šokačkom ikavskom govoru, kao što je crtica Vražje nedilo iz 1899., u kojoj je opisao prelaženje njegovih sumještana s katoličanstva na pravoslavlje. Tim djelom spada u same početke hrvatske štokavske dijalektalne književnosti.
Za života mu djela nisu objavljena. Neka njegova djela, sačuvana u rukopisu je uspio prikupiti i kasnije objaviti Živko Mandić u knjizi Hrvatski književnici u Mađarskoj, 2. knjiga (2000.), u kojoj je objavio i djela petero značajnih hrvatskih književnika iz Santova, ne dirajući izvornost teksta.